# ユニバーサルレーザシステムズ

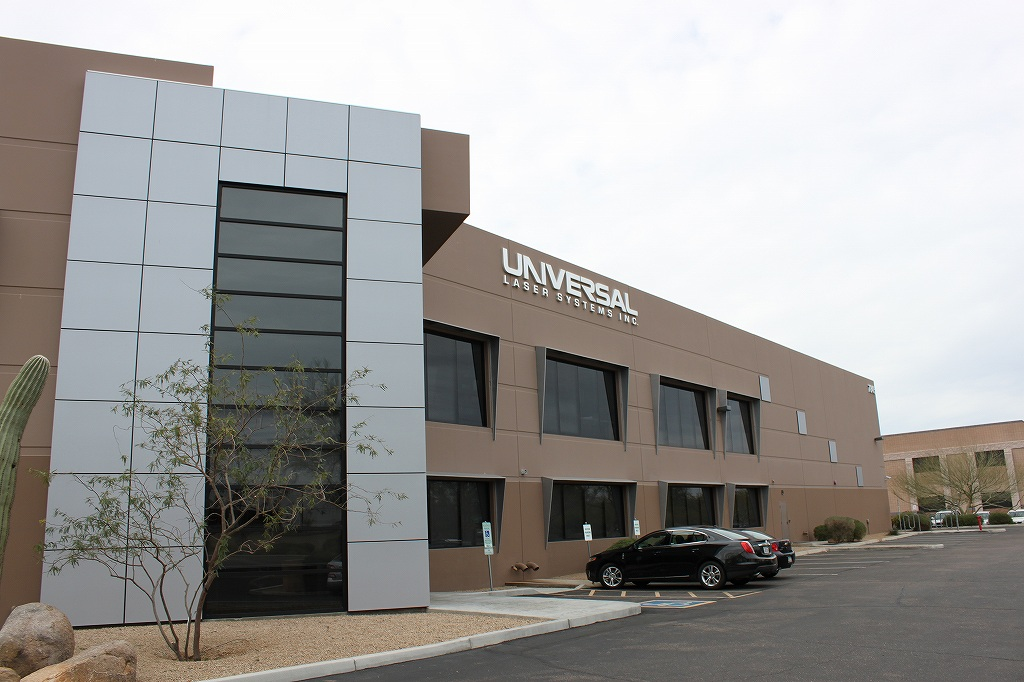
ユニバーサルレーザシステムズ本社

株式会社ユニバーサルレーザシステムズ（英: Universal Laser Systems Co.,Ltd.）は、アメリカ合衆国アリゾナ州スコッツデールに本社を置く、工作機械メーカーである。
神奈川県横浜市に日本法人を構えており、日本全国とアジア全域において、サポートを提供している。

## 概要
レーザー発振器に炭酸ガス (CO2) 密封型カートリッジを簡単に交換できるシステム(Rapid Reconfiguration™)を開発し、レーザー加工機本体/レーザー発振器/制御プログラムのすべてを自社開発、一貫生産した初めての企業である。
現行機種において、VLSはデスクトップシリーズとプラットホームシリーズ、PLSはプロフェッショナル レーザー システム (生産性重視の中型レーザー加工機) 、ULTRAシリーズ は産業用途向け大型レーザー加工機がラインナップされている。
2016年にマルチウェーブハイブリッド (MultiWave Hybrid™ Technology) の特許を取得し、三種類のレーザー波長を同時に照射して、同時に加工ができる光学オプティクスを開発した。これにより、難加工である複層素材への加工が可能になった。

## 沿革
- 1988年 - Applied Laser Technology,Inc.設立。
- 1989年
  - PC制御のレーザー加工機ALT-2010の生産開始。
  - コンピュータの部品であるフラットリボンケーブルの絶縁皮膜を剥離する産業企業へ販売開始。
- 1990年 - アワードマーケット（市場）に向けてALT-2010の正式導入。
- 1991年 - Universal Laser Systems,Inc.に社名変更。
- 1992年
  - 同一JOBにてラスタ/ベクタ加工に対応。
  - メモリバッファの搭載。
  - 円周加工治具ロータリフィクスチャを開発。
- 1993年
  - ULS-25の生産開始。
  - 使い易さとメンテナンス性が格段に進歩。
  - プリンタドライバにゴムスタンプモード機能を搭載。
- 1994年 - ULS Performance Series Systemsの開発によりマシンパフォーマンスが飛躍的に進歩
- 1995年
  - ULS-25の上級バージョンとしてULS-25Eを開発。
  - アリゾナ州で最も急成長しているハイテク企業の一つとしてAztech95賞を受賞。
  - Performance SeriesがARAの新技術賞を受賞。
- 1996年
  - 顧客の増加に伴い、カスタマーサポートを増員し、高品位なカスタマーサポートネットワークを展開。
  - アリゾナ州で最も急成長しているハイテク企業の一つとして2年連続でAztech96賞を受賞。
  - ULS-25EがARAの新技術賞を受賞。
- 1997年
  - M25を開発。このレーザー加工機から自社生産のレーザー発振器を搭載。このシステムは24インチ×12インチの加工面積をもち、25ワットのCO2レーザー発振器が特徴。
  - X Classを開発。このレーザー加工機は32インチ×18インチの加工面積をもち、25、50、100ワットの3種類のCO2レーザー発振器が搭載可能。
  - 産業用途に向けエアアシストシステムとハニカムカッティングテーブルのオプション装着が可能。
  - Aztech97賞 (3年連続) を受賞。
- 1998年
  - Aztech98賞 (4年連続) を受賞。
  - 空冷式の35ワット発振器を搭載したM35eを開発。
  - X30、X35、X40をラインナップ
- 1999年
  - 40、50ワット空冷式発振器を開発。
  - 特許取得のSlab/Free-SpaceデザインをOEMとして提供開始。
  - V Classを開発。このレーザー加工機は24インチ×18インチの加工面積をもつ。
  - Aztech99賞 (5年連続) を受賞。
  - デザインニュースマガジンのCO2レーザー部門としてプロダクト・オブ・ザ・イヤーを受賞。
- 2000年
  - デスクトップタイプの小型レーザー加工機、C200を世界に先駆けて開発。このレーザー加工機は16インチ×12インチの加工面積をもつ。
  - M300、V400、X600、X2-600をラインナップ。
  - 発振器を共有できるプラットフォームと簡単に空冷式発振器が交換できるQuick Change Laser Cartridges (クイックチェンジレーザーカートリッジ) を開発 (特許取得) 。Rapid Reconfiguration™
  - 本社を20,000平方フィート拡張。総面積40,000平方フィート。
  - 世界中のユーザーへのサポートを充実させるため、Webサポートを開始。
  - 一回のX軸方向のラスター加工において、レーザー光を二本別々に照射し、それぞれを制御できるmulti-beam/multi-laser (特許取得) を搭載したX2-SuperSpeedを開発。SuperSpeed™ Technology
  - ユーザーが加工ビジネスをすぐに展開できるように材料キットの提供開始。
- 2002年
  - 日本国内の販売およびカスタマーサポートの拠点として神奈川県横浜市 にUniversal Laser Systems Japanを設立 (横浜ランドマークタワー15F) 。
  - コンパクト・リーズナブルなVersaLASER (VL200、VL300) を開発。デスクトップレーザー加工機としてPC周辺機器市場に参入する。
  - M360、V460、X660、X2-660、SuperSpeed?をラインナップ (60シリーズ。60ワット空冷式発振器対応) 。
  - 金属マーキング専用YAGレーザー加工機、X-650Yを開発。駆動方式はプリンタ/プロッタ式。
- 2003年
  - VersaLASERが『TechTV』で紹介。
  - VersaLASERが『CBSNews』で紹介。
  - VersaLASERが『PC Magazine』誌でデジタル出力デバイスのカテゴリに優秀技術賞としてファイナリストにノミネート。
- 2004年
  - XL9200、XL12000をラインナップ (XLシリーズ。120ワット空冷式発振器対応) 。このレーザー加工機は最大48インチ×24インチの加工面積をもつ。印刷プレビューなどの確認ができる、カラーディスプレイを装備した、大型レーザー加工機。
  - 60シリーズとXLシリーズに装着できる、HPDFO™ (High Power Density Focusing Optics) ハイパワー高密度集束レンズキット を開発。HPDFO™はコリメータと併用してレーザー光を25μmまで集束させるため、金属へのダイレクトマーキングが可能に。
  - 10ワット空冷式発振器を開発。
- 2005年
  - VersaLASERが10ワット空冷式発振器に対応。
  - VersaLASERがHPDFO™ (ハイパワー高密度集束レンズ) に対応。
  - 75ワット発振器 (空冷式・水冷式) を開発し、OEMとして供給開始。
- 2006年
  - ヨーロッパ地区の販売およびカスターサポートの拠点としてオーストリア (ウィーン) にUniversal Laser Systems GmbHを設立。
  - RoHS指令準拠の発振器 (空冷式・水冷式) を開発し、OEMとして供給開始。
- 2007年
  - VersaLASERが第二世代としてモデルチェンジ (VLS2.30、VLS3.50) 。
  - 従来のM360、V460、X660、X2-660など60シリーズがフルモデルチェンジし、プロフェッショナルシリーズとしてPLS3.60、PLS4.60、PLS6.60、PLS6.120Dがラインナップ。
  - 従来のXL9200、XL12000などXLシリーズがフルモデルチェンジし、インダストリアルシリーズとしてILS9.75、ILS12.75がラインナップ。このシステムは両サイドのドアをオープンにして筐体を貫通させて長尺素材の加工が可能。Class 4 Conversion Module (Enabling Pass-Through)
  - すべてのシリーズがRoHS指令に準拠。
  - すべてのシリーズのトップドアに積層式強化ガラス (耐熱ガラス) を標準装備。
  - すべてのシリーズに火災報知機を標準装備。
  - 素材一覧表から加工したい素材を選んで、簡単に加工ができる、マテリアルデータベースドライバを開発し、標準装備。
  - PCにインストールされた共通コントロールプログラム (Universal Control Panel) で発振器をリアルタイムに監視する、スマートレーザーカートリッジ技術を標準装備。
  - 実際に加工をしなくても、加工時間の積算ができる、加工時間予測モードを標準装備。
- 2008年 - VersaLASERシリーズにプラットホームタイプがラインナップ (VLS3.60、VLS4.60、VLS6.60) 。このシリーズはPLSの筐体を流用し、各モーターやCPUなどの電子機器パーツをVersaLASERシリーズに置き換えて、最大60Wまでの発振器搭載制限を設けることにより、リーズナブル中型システムの提供を実現。
- 2009年
  - 1-Touch Laser Photo™を開発。このアプリケーションはいままで困難だった、人物・動物・景色などの写真加工を誰でも簡単に、わずか3つのステップで編集から加工までを可能にした。
  - Universal Control Panel (UCP) でレーザー発振器の冷却ファン回転数を自動調整する機能が追加。レーザーパワーを上げて長時間の加工をすると発振器の冷却ファン回転数が増加する。
- 2010年
  - Multi-Wavelength Laser Platformを開発。このレーザー加工機は波長が異なるレーザー発振器を搭載することが可能。1.06μm (Fiber) 、10.6μm (CO2) 、9.3μm (CO2) 。
  - 30ワット空冷式ファイバーレーザー発振器 (1.06μm) を開発。
  - 25、50ワット空冷式発振器 (9.3μm) を開発。このレーザー発振器はポリイミド等の切断に適している。
- 2011年
  - DXF-PDF Direct Import アドオンを公開。今まで以上に切断クォリティーが向上し、スマートフォンや薄型パネルなどのフィルム製造工場にて生産性UPを実現。
  - High Value Materials Package アドオンを公開。137種類の素材データベースから選ぶだけで、誰でも簡単に加工が可能。
- 2012年
  - Universal's Camera Registration (UCR) を開発。ILSにカメラシステムを装着し、印刷された素材の境界線を正確にカットが可能。
  - Universal Laser Systems Co.,Ltd. (株式会社ユニバーサルレーザシステムズ) 創業10周年を迎える。
- 2013年
  - Universal Laser Systems,Inc. 創業25周年を迎える。
- 2014年
  - ラスベガスのARAショーにて、XLSシリーズを発表。
  - XLSシリーズはレールにグラファイトを使用したエアーフロートシステムを標準装備。
- 2015年
  - 50ワット空冷式ファイバーレーザー発振器 (1.06μm) を開発。
- 2016年
  - マルチウェーブハイブリッド技術の特許取得。三種類の波長の異なるレーザービームを同時照射および同時加工が実現。MultiWave Hybrid™ Technology
- 2017年
  - ULTRA9をラインナップ。
  - Universal Laser Systems Co.,Ltd. (株式会社ユニバーサルレーザシステムズ) 創業15周年を迎える
- 2018年
  - Universal Laser Systems,Inc. 創業30周年を迎える
- 2019年
  - ULTRA9のモデルをULTRA X6000へ改変。
  - 75ワット空冷式発振器 (9.3μm) を開発。
- 2020年
  - ULTRA R5000をラインナップ。
  - Multi Camera Vision and Registration (MCVR) を開発。ULTRA R5000にカメラシステムを装着し、加工エリア全体を投影しながら印刷された素材の境界線を正確にカットが可能。
  - VLSデスクトップシリーズが最大60W搭載可能として、VLS2.30DT、VLS3.60DTをラインナップ。
  - VLSプラットホームシリーズが最大75W搭載可能として、VLS3.75、VLS4.75、VLS6.75をラインナップ。
- 2021年
  - ULTRA R9000をラインナップ。
  - 150ワット空冷式Co2レーザー発振器を開発。
  - ULTRA X6000とULTRA R9000へ最大300Wワット空冷式発振器搭載が可能。

## 特徴
レーザー発振器
- 簡易着脱アタッチメント式　Rapid Reconfiguration™
  - レーザー加工機背面のカバーを開けて、発振器の取り外し・取り付けまでに要する時間は10秒程度。VLSデスクトップタイプはカバーとレーザー発振器がネジ固定のため交換時間は5分程度。他メーカーがOEM供給しているレーザー発振器は専門の技術者派遣を派遣して、取り付けや光軸調整をしなければならないため、作業費・出張費が高価。簡易着脱アタッチメント式はレーザー発振器を宅配便で届けるシステムなので、故障の翌日にはユーザーが自分で交換することにより、低価格でどこよりも早く改善することが可能。
- 空冷式
  - 廉価タイプのガラス管レーザー発振器や他メーカーがOEM供給している大容量ワットのレーザー発振器は水冷式が主流だが、簡単に交換することができない。水と不凍液を混合した液体を循環するために、冷蔵庫程度の大きさの水冷チラーが必要なので、設置スペースを大きく占有してしまう。空冷式はメンテナンス性と設置スペースを合理的に考えられた、小型・中型市場において現在主流のレーザー発振器。
- RF電源・冷却ファン内蔵
  - 一体式のため交換・保管・配送に優れる。他メーカーのレーザー発振器はRF電源と冷却ファンが分離しているため、交換時の接続工程が多く、時間と経験が必要。そのためユーザーが自分で交換することが困難。
- サーモスタットによる冷却ファン自動制御
- 総アルミ製筐体
  - 頑丈、リサイクル性に優れる。
- 鉛や有害物質を使用しないRoHS基準に準拠。
- 赤色レーザーポインタ搭載 (位置視認用)
- 長寿命 (通常使用時にて4 - 6年使用可能)
  - 廉価タイプのガラス管レーザー発振器は約1,000時間 (約半年) 程度の寿命。他メーカーがOEM供給している金属製レーザー発振器は3 - 5年程度。
- 低価格交換費用 (25Wの場合約28万円程度)
  - 廉価タイプのガラス管レーザー発振器は約8万円程度。ガラス管レーザー発振器は寿命が半年程度のため、ユニバーサル製発振器の交換を6年とした場合、ガラス管の交換総額費用は96万円 (6年間で12回交換したとして) の費用がかかる。他メーカーがOEM供給している金属製レーザー発振器はユニバーサル製発振器と同程度の寿命だが、40 - 60万円程度の費用がかかる。これは自社開発ではなくレーザー加工機を代理店販売しているため、修理工程が長くなり、間に入る業者が増えることによるコスト増が原因。
- 自社開発・製造

火災報知機
- 加工エリア内の温度を監視し、45℃以上を超えると警報ブザーを鳴らしてシステムを緊急停止。
- 単独電源のため、万一システムの電源供給がストップしても作動する。

耐熱ガラス
- トップドア二層式耐熱強化ガラス
- 加工エリア内の万一の火災に一定時間耐える。

電動昇降加工テーブル
- 数値入力式オートフォーカス
- 赤外線感知式オートフォーカス (PLS・ILSのみ)
- ソニックセンサー式オートフォーカス (ILSのみ)
- タッチプローブセンサー式オートフォーカス (ULTRAシリーズのみ)

コリメーター
- レーザー光を平行にするためのレンズ (直進性が良く、光量損失が少ない)

ハイパワー高密度集束レンズキット HPDFO™ (High Power Density Focusing Optics)
- レーザースポット径25μ
- 金属へのダイレクトマーキング
- 繊細な写真加工

マルチウェーブハイブリッドテクノロジー MultiWave Hybrid™ Technology
- 波長が異なる三種類のレーザー発振器1.06μm (Fiber) 、10.6μm (CO2) 、9.3μm (CO2) を搭載して、焦点を合わせた状態で同時照射が可能。

ユニバーサルコントロールパネル
- 無料プログラム・無料アップデート
- 素材一覧から選ぶことができる簡単モード (マテリアルデータベース)
- 微調整や繊細な加工が数値入力でできる手動モード (マニュアルコントロール)
- 位置決めをしてからデータ転送しなくても、レーザーポインタの照射している位置にデータを配置することが可能。
- 複数のデータを連続してコピーすることが可能。
- 加工時間の予測ができる積算モード
- 日本語表示

## 製品

### レーザー加工機(現行機種)
型番の後ろにDが付いている機種はレーザー発振器を上下に二本搭載できる、デュアルレーザー発振器タイプ。最大150ワット (75ワット+75ワット) まで対応。
- VLSデスクトップシリーズ
  - VLS2.30DT - 加工範囲406.4×304.8mm (16×12inch)
  - VLS3.60DT - 加工範囲609.4×304.8mm (24×12inch)
- VLSプラットホームシリーズ
  - VLS3.75 - 加工範囲609.4×304.8mm (24×12inch)
  - VLS4.75 - 加工範囲609.4×457.2mm (24×18inch)
  - VLS6.75 - 加工範囲812.8×457.2mm (32×18inch)
- Professionalシリーズ
  - PLS6.150D - 加工範囲812.8×457.2mm (32×18inch)
  - PLS6.150D-SuperSpeed - 加工範囲812.8×457.2mm (32×18inch)
- ULTRAシリーズ
  - ULTRA X6000 - 加工範囲914.4×609.6mm (36×24inch)
  - ULTRA R5000 - 加工範囲812.8×609.6mm (32×24inch)
  - ULTRA R9000 - 加工範囲1,219.2×609.6mm (48×24inch)

### レーザー発振器
現行機種に搭載されているレーザー発振器は冷却ファンの回転数を自動調整する静音設計。
- 炭酸ガス (CO2) 密封型カートリッジ - レーザー波長10.6μm
  - 10ワット (空冷式)
  - 25ワット (空冷式) ※2020/3/16現在 販売終了
  - 30ワット (空冷式)
  - 35ワット (空冷式) ※2020/3/16現在 販売終了
  - 40ワット (空冷式) ※2020/3/16現在 販売終了
  - 45ワット (空冷式) ※2020/3/16現在 販売終了
  - 50ワット (空冷式)
  - 55ワット (空冷式) ※2020/3/16現在 販売終了
  - 60ワット (空冷式)
  - 75ワット (空冷式)
  - 150ワット (空冷式)
- 炭酸ガス (CO2) 密封型カートリッジ - レーザー波長9.3μm
  - 25ワット (空冷式) ※2020/3/16現在 販売終了
  - 30ワット (空冷式)
  - 50ワット (空冷式)
  - 75ワット (空冷式)
- ファイバー (Fiber) カートリッジ - レーザー波長1.06μm
  - 30ワット (空冷式) ※2015/1/20現在 販売終了
  - 40ワット (空冷式) ※2022/5/2現在 販売終了
  - 50ワット (空冷式)

### ユニバーサル コントロール パネル(Universal Control Panel - UCP)
- PCにインストールして、レーザー加工機を制御するプログラム。付属のCD-ROMからインストールするとUCP・プリンタドライバのインストールが開始され、PCの画面右下に常駐する。通常の使用として、作成したデータを印刷後にUCPを起動させて、レーザー加工機のほとんどの作業を行なうことができるインターフェース (Laser Interface+) 。
- USB2.0のケーブル一本でPCとレーザー加工機を双方向通信している。
- Ver5.27.51からインターネット経由にて新しいプログラムのダウンロードが可能 (2020年3月時点の最新Ver5.38.57.95) 。
- Windows XP、Windows Vista、Windows 7 (32-64bit) 、Windows 8(32-64bit)、Windows 10(32-64bit)に対応。

### レーザー システム マネージャー(Laser System Manager - LSM)
- レーザー加工機を制御するプログラム。XLSではPCへインストールして使用するが、ULTRAシリーズはレーザー加工機本体に組み込まれている 。
- UCPと同様に直感的に操作が可能であり、UCP以上の材料データベースやPDF/DXF/Gコード/3Dデータなどの外部データを直接インポート可能。

### ワンタッチ レーザー フォト(1-Touch Laser Photo™)
- 画像編集ソフト。レーザー加工をしたい画像を開き、加工する大きさを選んで (1step) 、三種類のトリミング方法を選ぶ (2step) 。最後に加工を施す素材を13種類の一覧表から選ぶ (3step) だけで、その素材に適したレーザー加工用の画像編集ができる。
- Ver3.20.5からインターネット経由にて新しいプログラムのダウンロードが可能 (2015年1月現在の最新Ver4.0.11) 。
- トリミングの種類は長方形、正円形、楕円形の三種類。
- 13種類の素材から107個のフィルターを実装。
  - 透明アクリル (キャスト板)
  - 塗装アクリル
  - アルママーク(レーザー加工専用アルミ)
  - アルマイト表面処理アルミ
  - レーザー専用マーキング剤を塗布した金属
  - 塗装金属
  - ガラス
  - 皮革
  - 大理石/花崗岩/御影石
  - 二層樹脂プレート (暗表面)
  - 二層樹脂プレート (明表面)
  - タイル(レーザー加工専用タイル)
  - 木材

### PDF/DXFダイレクトインポート(Direct Inport)
- UCPアドオンソフト。作図ソフトウェアがインストールされていなくても、UCPに直接PDFデータやDXFデータをインポート可能。
- Windowsの印刷ポート介さずにデータを転送できるため、Windowsによるベクトルラインエラーが含まずに、高品質なベクトルを再現可能。
- XLS/ULTRAシリーズには標準装備。

### ハイバリューマテリアルパッケージ(High Value Material)
- UCPアドオンソフト。標準付属のマテリアルデータベースよりもさらに多くの素材・材料をデータベース化。
- 137種類の素材・商品名から検索可能。(3M™/VHB™/Vikuti™/Bumpon™/Safety Walk™/Fuji Film/VCF/Dupont™/Teijin™/Melinex™/Lexan™/Tekra™/Rogers™/Poron™/Dyplast™/Tool Foam™/Teflon™/Delrin™/Dura-Lar™/Mylar™/Nova™/Iconel™/Hastelloy™/Alumamark™/LaserTile™/その他 樹脂・木材・繊維・石材・紙・金属など
- XLS/ULTRAシリーズには標準装備。

### 過去の生産機種
- 25 - (販売終了/サポート終了)
- 25R - (販売終了/サポート終了)
- PS - (販売終了/サポート終了)
- PSR - (販売終了/サポート終了)
- E - (販売終了/サポート終了)
- ER - (販売終了/サポート終了)
- M00 (00に発振器ワット数が入る) - (販売終了/一部サポート終了)
- V00 (00に発振器ワット数が入る) - (販売終了/一部サポート終了)
- X00 (00に発振器ワット数が入る) - (販売終了/一部サポート終了)
- M Class - (販売終了/一部サポート終了)
- V Class - (販売終了/一部サポート終了)
- X Class - (販売終了/一部サポート終了)
- C200 - (販売終了/一部サポート終了)
- M300 - (販売終了/一部サポート終了)
- V400 - (販売終了/一部サポート終了)
- X600 - (販売終了/一部サポート終了)
- X2-600 - (販売終了/一部サポート終了)
- X-650Y - (販売終了/一部サポート終了)
- M360 - (販売終了/一部サポート終了)
- V460 - (販売終了/一部サポート終了)
- X660 - (販売終了/一部サポート終了)
- X2-660 - (販売終了/一部サポート終了)
- X2-660-SuperSpeed - (販売終了/一部サポート終了)
- VL200 - (販売終了)
- VL300 - (販売終了)
- XL9200 - (販売終了)
- XL12000 - (販売終了)
- PLS3.60 - (販売終了)
- PLS4.60 - (販売終了)
- PLS6.60 - (販売終了)
- PLS6.120D - (販売終了)
- PLS4.75 - (販売終了)
- PLS6.75 - (販売終了)
- PLS6MW - (販売終了)
- XLS - (販売終了)
- ILS9.75 - (販売終了)
- ILS9.150D - (販売終了)
- ILS12.75 - (販売終了)
- ILS12.150D - (販売終了)
- ULTRA 9 - (販売終了)

## 安全性
- すべてのシリーズのトップドアに積層式の耐火・強化ガラスを標準装備。
- すべてのシリーズに加工エリア内の温度監視センサを標準装備。
- JIS『レーザー製品の放射安全基準C6802 クラス1レーザー装置』に該当し、最も安全なレーザー装置に分類されている。開閉可能な開口部が、インターロック式となっており、開口部が開いている間にCO2レーザー光線が照射しない安全設計。これにより人体が直接レーザー光線に晒される危険性が無い (Industrialシリーズのみ、アクセサリのClass-4モジュールを使用することにより、筐体両サイドの開口部を開いたまま、レーザー加工が可能。この場合はクラス4レーザー装置に該当するが、加工エリアに照射するビーム窓にシャッターユニットを装着し、ロックキーをONにしないと加工ができないため、他社製品と比べても安全設計となっている。) 。
- 米国FDAが定める米国連邦法21CFR (The U.S. Government Code of Federal Regulations No.21 = レーザー製品に関する安全装置) である、21CFR 1040.10及び1040.11に適合した製品である。
- EMC (Electromagnetic Compatibility) に関するFCC (Federal Communication Commission) の指示に基づいた試験により、規格に準拠していることが証明されている。
- CEマーク適合製品である。
- RoHS『電気・電子機器に含まれる特定有害物質の使用制限に関する指令』に準拠した製品である。
- WEEE『電気・電子機器の廃棄に関する指令』に準拠した製品である。

## 導入されている業種及び用途
印章
- ゴム印の製作
- フレキソの製作
- 名札の製作

樹脂加工
- アクリル樹脂を切断して店頭ディスプレイ用の什器を製作

模型・建築模型
- アクリル樹脂を切断して建築模型の製作
- スチレンボードを切断して建築模型の製作
- 厚紙を切断して鉄道模型の製作
- 木材を彫刻・切断してテレビや映画撮影用の模型を製作

工芸
- 箸への名入れ
- 筆への名入れ
- 扇子への名入れ
- コケシなど民芸品への名入れ
- 象嵌の製作

アクセサリ
- アパレル向けのアクセサリ製作
- 木札の製作
- ペット用のドックタグ製作

サイン・プレート
- 店舗や事業所の看板製作
- 機械装置の銘板製作
- 屋内表示板の製作
- 記章の製作

ギフト
- インテリア雑貨製作
- メモリアル商品への名入れサービス
- ワイングラスへの名入れ

木工製品
- 建具装飾
- 数珠への名入れ
- ソロバンへの名入れ
- オリジナル商品の開発

冠婚葬祭
- ウェルカムボード・メニュー表・招待状などの製作
- 骨壷への名入れ
- 位牌への名入れ

教育機関
- 建築学部
- 工業デザイン学部
- 美術学部
- 電子工学部
- 原子力研究

文具
- 商品への名入れサービス
- ゴム印の製作
- 名札の製作

印刷
- 名刺の微細切断加工
- ウェディング用招待状の製作

官公庁
- 森林組合
- 産業技術センター
- 刑務所
- NPO法人
- 米軍基地

ホームセンター
- ゴム印の製作
- 名札の製作
- 表札の製作
- 加工サービス

繊維製品
- 化学繊維の切断
- ゼッケンやワッペンなどマーク切断

機械装置製造
- 絶縁体の切断
- 部品へのシリアルナンバーをマーキング
- 導光板試作
- 射出成型品のゲートカット
- リボンケーブルの絶縁体被覆の剥離
- 大量生産前の試作品開発

社会福祉法人
- 自立支援のための受託加工

皮革製品
- 革鞄の製作
- 革小物の製作
- 革靴の製作
- 革ベルトの製作

石材製品
- 墓石への写真加工
- 大理石への名入れ

食品
- チョコレートへの名入れ
- 昆布への名入れ
- せんべいへの名入れ
- 饅頭への名入れ

## 事業所・ショールーム
日本
- Universal Laser Systems Japan（神奈川県横浜市西区みなとみらい2-2-1-1横浜ランドマークタワー21F） http://www.ulsj.info/

 オーストリア
- Universal Laser Systems GmbH（オーストリアウィーン）